# 리믹스 OS
리믹스 OS(Remix OS)는 현재는 개발이 중단된 x86, ARM 아키텍처의 개인용 컴퓨터용 컴퓨터 운영 체제의 하나로, 개발 중단 이전에는 수많은 퍼스트, 서드파티 장치에 설치되었다. 리믹스 OS는 PC 사용자들이 호환 인텔 기반 PC에서 안드로이드 모바일 앱을 실행할 수 있게 허용하였다.
2016년 1월 Jide는 안드로이드-x86(안드로이드 운영 체제의 x86 이식판) 기반의 Remix OS for PC라는 이름의 운영 체제의 베타 버전을 발표하였으며 자신들의 웹사이트에서 무료로 다운로드가 가능토록 했다. Remix OS for PC 베타 버전은 하드 드라이브 설치, 32비트 지원, UEFI 지원, OTA 업데이트를 도입하고 있다. 깃허브에서 이용 가능한 자유 소프트웨어 라이선스 부분을 제외하고, 안드로이드-x86와는 달리 리믹스 OS의 소스 코드는 공개되지 않은 상태이다.
구글 모바일 서비스(GMS)는 리믹스 OS 업데이트: 2.0.307 이후 리믹스 미니에서 제거되었으며 Jide는 "모든 안드로이드 장치에 대해 모든 사람에게 동일한 경험을 보증하기 위해서"라고 주장했다. 나중에 일부 앱에 호환성 문제가 있어서 구글이 GMS를 미리 로드하지 말 것을 요청하도록 했다는 의견이 제시되었다.
2017년 7월 17일, Jide는 Remix OS for PC 및 개발 중이었던 관련 컨슈머 제품의 개발 중단을 발표하면서 회사가 "리믹스 OS에 대한 [자신들의] 접근 방향을 재조정하면서 컨슈머 공간에서 탈피해가고 있다"고 언급하였다.

## 버전 역사
리믹스 OS에는 3가지 버전이 있었다: Remix OS for PC, Remix OS for Remix Ultratablet, Remix OS for Remix Mini.
Remix OS for PC:
| 버전    | 출시일           |
| ------- | ---------------- |
| 3.0.207 | 2016년 11월 25일 |
| 3.0.206 | 2016년 10월 12일 |
| 3.0.203 | 2016년 9월 1일   |
| 3.0.102 | 2016년 8월 2일   |
| 3.0.101 | 2016년 7월 26일  |
| 2.0.403 | 2016년 7월 15일  |
| 2.0.402 | 2016년 7월 5일   |
| 2.0.205 | 2016년 4월 26일  |
| 2.0.202 | 2016년 3월 31일  |
| 2.0.102 | 2016년 2월 2일   |
| 2.0.109 | 2016년 1월 25일  |

Remix Ultratablet:
| 버전    | 출시일     |
| ------- | ---------- |
| 2.0.303 | 알 수 없음 |
| 2.0     | 알 수 없음 |

Remix Mini:
| 버전        | 출시일           |
| ----------- | ---------------- |
| 2.0.626     | 2016년 11월 11일 |
| 2.0.621     | 2016년 11월 4일  |
| 2.0.611     | 2016년 10월 12일 |
| 2.0.604     | 2016년 9월 22일  |
| 2.0.510     | 2016년 8월 9일   |
| 2.0.307     | 2016년 5월 5일   |
| 2.0.206     | 2016년 4월 21일  |
| 2.0.203     | 2016년 3월 17일  |
| 2.0.111     | 2016년 1월 19일  |
| 2.0.106     | 2015년 12월 30일 |
| 2.0.104     | 2015년 12월 16일 |
| B2015111701 | 2015년 11월 27일 |
| B2015110601 | 2015년 11월 18일 |
| B2015110201 | 2017년 11월 12일 |

리믹스 OS 3.0 장치, 리믹스 프로 2-in-1 태블릿은 2016년에 발표되었으나, 이 장치들은 더 이상 제조되지 않을 예정이다.

## 같이 보기
- 레저렉션 리믹스 OS